# Retransmisión de videojuegos en directo
La retransmisión de videojuegos en directo a través de internet (en inglés live stream o simplemente stream) es una práctica que se popularizó a mediados de la década de 2010 en sitios como Twitch.tv y más tarde, Youtube. En 2014, las retransmisiones de Twitch tuvieron más tráfico que el servicio en línea de HBO. Las personas quienes retransmiten un videojuego en directo, ya sea por afición o profesión, se les conoce como streamers. Los streamers profesionales a menudo combinan un nivel de juego de alto y un comentario entretenido, y ganan ingresos de patrocinadores, suscripciones, y donaciones. Los streamers aficionados pasan largas horas compitiendo por audiencia.

## Visión general
La práctica de retransmitir los videojuegos se popularizó a mediados de la década de 2010 en páginas como Twitch. En 2014, los directos en Twitch tuvieron más tráfico (visitas) que el servicio en línea de HBO y finalmente aceleró la clausura de Justin.tv, la cual Twitch originalmente había retrasado. En 2015, Youtube lanzó Youtube Gaming, una subpágina y aplicación orientada a los videojuegos que pretende competir con Twitch. Otros sitios web que están orientados a la retransmisión en directo de videojuegos son Mixer, el cual está pertenece a Microsoft, Smashcast.tv, que se formó después de la fusión de Azubu y Hitbox.tv, y la surcoreana afreecaTV.
Los streamers y espectadores se registran en cuentas gratis con un servicio qué les deja interaccionar entre ellos y suscribirse, o "seguir", a streamers específicos. Las videoconsolas, como la PlayStation 4 y la Xbox One, tienen incorporados modos de retransmisión e integración opcional de cámara. Los ordenadores personales usan programas o softwre como Open Broadcaster Software (OBS) o XSplit para subir transmisiones en directo a los servidores de Twitch.
Construir una audiencia, aconseja CNET, es más difícil que instalar el software. Entre otros consejos, los streamers recomiendan seleccionar un juego popular, el cual es más probable que les interese a los espectadores que un título raro sin seguidores. Títulos populares en la década del 2010 son League of Legends, Dota 2, juegos de disparo en primera persona como Counter-Strike: Global Offensive, y juegos de cartas como Hearthstone. Los espectadores están más interesados en jugadores que juegan y entretienen bien, haciendo chistes, referencias a la cultura de pop, y comentando acontecimientos de actualidad en vez de los repetitivos "gameplays". Los streamers recomiendan mantener un horario para que los espectadores sepan cuándo verles, la autopromoción en redes sociales, y concursos o sorteos para crecer en número de seguidores.

## Profesión
Los streamers profesionales a menudo combinan partidas con una alta experiencia o un manejo diestro del juego y con un comentario entretenido. Pueden vivir de los ingresos que generan las suscripciones de los espectadores, y de donaciones, así como anuncios de la plataforma y patrocinios de organizaciones de eSports . En octubre de 2017 un informe de SuperData Research estimó que hay más personas suscritas a canales de transmisión de vídeo y vídeos del estilo "Let's Play" (Let's play es un formato de contenido de vídeos) en Youtube y Twitch.tv que todos los de HBO, Netflix, ESPN, y Hulu, combinados.

## Riesgos
Los streamers corren el riesgo de ser víctima de acoso, como otros personajes públicos. Por ejemplo, un espectador adolescente apareció sin invitación en la casa de un streamer y pidió vivir con él después de haber ahorrado para un vuelo transcontinental de ida. Otro riesgo para los streamers es el swatting, donde alguien hace un falso informe para policía de seria actividad criminal en la residencia del streamer, resultando en una redada policial, el cual es a menudo capturado en vivo por el servicio streaming. Tal actividad puede crear riesgo serio al streamer, e incluso ha resultado en muertes. En diciembre de 2017, los agentes policiales de Wichita mataron a un hombre llamado Andrew Finch en su casa de Kansas en un informado swatting. Basado en una serie de capturas de pantalla publicadas en Twitter, "The Wichita Eagle" sugiere que Finch era el víctima malintencionada del swatting después de que dos jugadores de Call of Duty en su mismo equipo tuvieran una discusión sobre una apuesta de 1,50$ estadounidenses. Aquel mismo mes, el LAPD arrestó al "swatter" en serie Tyler Raj Barriss de 25 años, conocido en línea como "SWAuTistic" y "GoredTutor36", en conexión con el incidente.
Otro de los riesgos es el stream sniping, en la cual los jugadores aprovechan el visionado en directo de la partida para conseguir ventaja táctica o acosar al streamer.

## Asuntos legales
La retransmisión en vivo de videojuegos tiene muchos de los mismos asuntos legales que vídeos "Let's Play" pueden tener. En primer lugar, tales vídeos pueden ser considerados una vulneración de copyright, aun así está argumentado para ser protegido por las defensas del uso justo. 
Nintendo generalmente ha tomado una fuerte postura comparado a otros editores para dejar sus juegos para ser retransmitidos o grabados. Inicialmente, han utilizado el sistema Content ID de Youtube para registrar sus juegos y así poder generar ingresos de anuncios con retransmisiones y "Let's Play" videos de videojuegos de Nintendo. Aproximadamente por 2014, Nintendo creó su "Programa de Creadores del Nintendo", el cual permite a los jugadores que producen directos en vivo y vídeos "Let's Play" de juegos de Nintendo que inicien sesión al programa para recibir alguna monetización de estos vídeos a través de Youtube. Aun así, en septiembre de 2017, Nintendo cambió el programa específicamente impidiendo a los afiliados usar videojuegos de Nintendo para sus directos, monetizados o no, aun así, las cuentas no afiliadas, y los vídeos "Let's Play" con comentario, quedan afectados.
La reproducción de música con derechos de autor sin permiso apropiado puede causar que los directos archivados sean eliminados o silenciados, o que los streamers sean suspendidos, debido a quejas bajo leyes como la Ley de Limitación de Responsabilidad por Infracción de Derechos de Autor en línea de los Estados Unidos, o la coincidencia automatizada de contenido. Más de 10 streamers de Twitch famosos, incluyendo Félix "xQc" Lengyel y Zachary "Sneaky" Scuderi, fueron suspendidos durante 24 horas el 22 de junio de 2018, presuntamente por reproducir una canción de Juice WRLD. Algunos de las suspensiones fueron retiradas, y el sello discográfico del artista Interscope reclamó que la suspensión fue accidental.